# Nathalie Lambert
Pour les articles homonymes, voir Lambert.
 (octobre 2023).
Si vous disposez d'ouvrages ou d'articles de référence ou si vous connaissez des sites web de qualité traitant du thème abordé ici, merci de compléter l'article en donnant les références utiles à sa vérifiabilité et en les liant à la section « Notes et références ».
Nathalie Brigitte Lambert, (née le 1er décembre 1963 à Montréal, Québec) est une patineuse de vitesse sur piste courte canadienne, championne olympique en 1992.

## Carrière sportive
Au début de l'adolescence, Nathalie Lambert a découvert le patinage de vitesse grâce à un aréna qui a été ouvert près de chez elle, dans le quartier du plateau Mont-Royal de Montréal.
Au départ, Nathalie n'était pas la plus douée des patineuses mais elle avait de la persévérance, de la passion et surtout un excellent entraîneur qui a toujours eu comme priorité les plaisirs du sport et la détermination à la performance et les résultats obtenus.
Elle a d'abord fait partie de l'équipe nationale en longue piste, remportant plusieurs championnats canadiens, établissant des records nationaux au 1000 m, 1500 m, 3000 m et 5000 m et participant à 3 championnats mondiaux (toutes distances et sprint). En 1983 elle s'est qualifiée au sein de l'équipe nationale courte-piste et y est restée jusqu'à sa retraite en 1997. À partir du moment où elle est admise dans l'équipe nationale, Elle a participé à 14 championnats mondiaux et y a remporté un total de 28 médailles dans diverses distances en plus de terminer 2 X 2ème, 2 X 3ème et 3 fois Championne mondiale au cumulatif (1991, 1993, 1994). Elle a établi des records au 500, 1000, 1500, 3000m et au relais. Au relais, elle a contribué à une récolte de 12 médailles d'or en championnats mondiaux en plus de quelques titres de championnes mondiale en équipe. 
Elle a été la chef de mission pour l'équipe olympique du Canada aux Jeux olympiques d'hiver de 2010  à Vancouver.
En janvier 2017, elle a été nommée Officier de l'Ordre du Canada. En juin 2016, elle est devenue la première femme élue Présidente du comité technique de courte piste à la fédération internationale ISU.

## Carrière dans les communications
En novembre 1997, elle se fracture une cheville lors d'une compétition internationale et elle doit manquer les jeux de Nagano, qui devaient être ses derniers Jeux olympiques. Nathalie s'est alors tournée vers le monde des communications. Dans les années suivantes, elle publie de nombreux articles, participe à des émissions telles «Coup de pouce» où elle donne des chroniques sur l'activité physique. Elle a aussi publié un livre intitulé «Le plaisir de bouger», comportant exercices et conseils pour maintenir la forme et demeurer en santé, ainsi qu'un DVD «Cardio Latino» en collaboration avec les chorégraphes de l'émission de télévision québécoise Le Match des étoiles.
Nathalie Lambert est aujourd'hui mère de deux enfants et directrice des programmes sportifs et des communications  au Club sportif MAA. Elle donne des conférences, rencontre des jeunes et participe à des évènements sportifs pour donner envie à tout le monde de faire ce qu'ils aiment, par passion et avec détermination. Elle a été collaboratrice pour les médias lors de plusieurs Jeux Olympiques.

## Palmarès

### Jeux olympiques
- Jeux olympiques d'hiver de 1988 à Calgary :
  -  Médaille de bronze au relais par équipe (sport de démonstration)

- Jeux olympiques d'hiver de 1992 à Albertville :
  -  Médaille d'or au relais par équipe
- Jeux olympiques d'hiver de 1994 à Lillehammer :
  -  Médaille d'argent au 1 000 m
  -  Médaille d'argent au relais par équipe

### Championnats Mondiaux
- 1984 - Peterborough (Angleterre) : 3e au classement (ex æquo)
- 1985 - Amsterdam (Pays-Bas) : 3e au classement
- 1986 - Chamonix (France) : 2e au classement (ex æquo)
- 1987 - Montréal (Québec) : 2e au classement (ex æquo)
- 1991 - Sydney (Australie) : Championne mondiale individuelle
  -  : Médaille d'argent au 1 000 m
  -  : Médaille d'or au 1 500 m
  -  : Médaille d'or au 3 000 m
- 1993 - Beijing (Chine) : Championne mondiale individuelle
  -  : Médaille d'or au 1 000 m
  -  : Médaille d'or au 1 500 m
  -  : Médaille de bronze au 3 000 m
- 1994 - Guildford (Angleterre) : Championne mondiale individuelle
  -  : Médaille d'argent au 500 m
  -  : Médaille d'or au 1 000 m
  -  : Médaille d'argent au 1 500 m
  -  : Médaille d'or au 3 000 m
  -  : Médaille d'or à la poursuite par équipe

### Records
- 1985 - Au Championnat du monde de Amsterdam (Pays-Bas) - 1 000 m : 1 m43s.58
- 1987 - Au Championnat du monde de Montréal (Québec) - 3 000 m : 5 m31s.65
- 1993 - Compétition internationale à Hamar (Norvège) - 1 000 m : 1 m34s.07
- 1993 - Au Championnat du monde de Beijing (Chine) - relais 3 000 m : 4 m26s.56

### Honneurs
- 1992 - Intronisée au Temple de la renommée de l’Association olympique canadienne
- 1994 - Athlète de l’année au Mérite sportif québécois
- 1985 à 1987 et 1990 à 1994. Athlète de l’année de l’association canadienne de patinage de vitesse
- 2001 - Intronisée au Panthéon des sports du Québec
- 2002 - Intronisée au Temple de la renommée des sports du Canada
- 2017 - Nommée Officier de l'ordre du Canada

### Sources
- Article de RDS
- Profil de Nathalie Lambert sur olympic.ca